# Astragalus davisii
Astragalus davisii är en ärtväxtart som beskrevs av Chamberlain och Victoria Ann Matthews. Astragalus davisii ingår i släktet vedlar, och familjen ärtväxter. Inga underarter finns listade i Catalogue of Life.